# Obertura (antena)
En l'electromagnètica i la teoria de l'antena, l'obertura d'una antena es defineix com "Una superfície, a prop o sobre una antena, sobre la qual és convenient fer suposicions sobre els valors de camp per al propòsit de calcular camps en punts externs. L'obertura es pren sovint com la porció d'una superfície plana propera a l'antena, perpendicular a la direcció de la radiació màxima, per on passa la major part de la radiació".

## Zona efectiva
L' àrea efectiva d'una antena es defineix com "En una direcció determinada, la relació entre la potència disponible als terminals d'una antena receptora i la densitat de flux de potència d'una ona plana incident a l'antena des d'aquesta direcció, sent l'ona la polarització que coincideix amb l'antena". En aquesta definició cal destacar que tant l'àrea efectiva com la densitat de flux de potència són funcions de l'angle d'incidència d'una ona plana. Suposem una ona plana des d'una direcció determinada {\displaystyle (\theta ,\phi )}, que són els angles d'azimut i elevació relatius a la normal de la matriu, té una densitat de flux de potència {\displaystyle \|{\vec {S}}\|}; aquesta és la quantitat de potència que passa per una unitat d'àrea normal a la direcció de l'ona plana d'un metre quadrat.
Per definició, si una antena ofereix {\displaystyle P_{\text{O}}} watts a la línia de transmissió connectada als seus terminals de sortida quan s'irradia per un camp uniforme de densitat de potència {\displaystyle |S(\theta ,\phi )|} watts per metre quadrat, l'àrea efectiva de l'antena {\displaystyle A_{\text{e}}} perquè la direcció d'aquesta ona plana ve donada per
{\displaystyle A_{\text{e}}(\theta ,\phi )={\frac {P_{O}}{\|{\vec {S}}(\theta ,\phi )\|}}.}
El poder {\displaystyle P_{\text{O}}} acceptat per l'antena (la potència als terminals de l'antena) és menor que la potència {\displaystyle P_{\text{R}}} rebuda per una antena per l'eficiència de radiació {\displaystyle \eta } de l'antena. {\displaystyle P_{\text{R}}} és igual a la densitat de potència de l'energia electromagnètica {\displaystyle |S(\theta ,\phi )|=|{\vec {S}}\cdot {\hat {a}}|}, on {\displaystyle {\hat {a}}} és el vector unitari normal a l'obertura de la matriu, multiplicat per l'àrea d'obertura física {\displaystyle A}. Se suposa que la radiació entrant té la mateixa polarització que l'antena. Per tant,
{\displaystyle P_{\text{O}}=\eta P_{\text{R}}=\eta A|{\vec {S}}\cdot {\hat {a}}|=\eta A\|{\vec {S}}(\theta ,\phi )\|\cos \theta \cos \phi ,}
{\displaystyle A_{\text{e}}(\theta ,\phi )=\eta A\cos \theta \cos \phi .}
L'àrea efectiva d'una antena o obertura es basa en una antena receptora. Tanmateix, a causa de la reciprocitat, la directivitat d'una antena en la recepció i la transmissió són idèntiques, de manera que la potència transmesa per una antena en diferents direccions (el diagrama de radiació) també és proporcional a l'àrea efectiva. {\displaystyle A_{e}}. Quan no s'especifica cap direcció, {\displaystyle A_{e}} s'entén que fa referència al seu valor màxim.

### Longitud efectiva
La majoria dels dissenys d'antenes no estan definits per una àrea física sinó que consisteixen en cables o barres primes; llavors l'obertura efectiva no té una relació clara amb la mida o l'àrea de l'antena. Una mesura alternativa de resposta de l'antena que té una major relació amb la longitud física d'aquestes antenes és la longitud efectiva {\displaystyle l_{\text{eff}}} mesurat en metres, que es defineix per a una antena receptora com
{\displaystyle l_{\text{eff}}=V_{0}/E_{\text{s}},}
on
{\displaystyle V_{0}} és la tensió de circuit obert que apareix als terminals de l'antena,
{\displaystyle E_{s}} és la intensitat del camp elèctric del senyal de ràdio, en volts per metre, a l'antena.
Com més llarga sigui la longitud efectiva, més gran és la tensió que apareix als seus terminals. Tanmateix, la potència real implicada per aquesta tensió depèn de la impedància del punt d'alimentació de l'antena, de manera que no es pot relacionar directament amb el guany de l'antena, que és una mesura de la potència rebuda (però no especifica directament el voltatge o el corrent). Per exemple, un dipol de mitja ona té una longitud efectiva molt més llarga que un dipol curt. Tanmateix, l'àrea efectiva del dipol curt és gairebé tan gran com ho és per a l'antena de mitja ona, ja que (idealment), donada una xarxa ideal d'adaptació d'impedància, pot rebre gairebé tanta potència d'aquesta ona. Tingueu en compte que per a una impedància de punt d'alimentació d'antena determinada, el guany d'una antena o {\displaystyle A_{\text{eff}}} augmenta segons el quadrat de {\displaystyle l_{\text{eff}}}, de manera que la longitud efectiva d'una antena en relació amb diferents direccions d'ona segueix l' arrel quadrada del guany en aquestes direccions. Però com que canviar la mida física d'una antena inevitablement canvia la impedància (sovint per un gran factor), la longitud efectiva no és per si mateixa una figura útil per descriure la directivitat màxima d'una antena i té més importància teòrica. A la pràctica, la longitud efectiva d'una antena particular sovint es combina amb la seva impedància i pèrdua per convertir-se en la longitud efectiva realitzada.

## Eficiència de l'obertura
En general, l'obertura d'una antena no es pot inferir directament de la seva mida física. No obstant això, les anomenades antenes d'obertura, com les antenes parabòliques i les antenes de botzina, tenen una gran àrea física (amb relació a la longitud d'ona). {\displaystyle A_{\text{phys}}} que és opac a aquesta radiació, bàsicament projectant una ombra d'una ona plana i eliminant així una quantitat d'energia {\displaystyle A_{\text{phys}}S} de la biga original. Aquesta potència eliminada de l'ona plana pot ser rebuda realment per l'antena (convertida en energia elèctrica), reflectida o dispersa d'una altra manera, o absorbida (convertida en calor). En aquest cas l' obertura efectiva {\displaystyle A_{e}} sempre és menor que (o igual a) l'àrea de l'obertura física de l'antena {\displaystyle A_{\text{phys}}}, ja que només representa la part d'aquesta ona realment rebuda com a energia elèctrica. L'eficiència d'obertura d'una antena d'obertura {\displaystyle e_{\text{a}}} es defineix com la proporció d'aquestes dues àrees:
{\displaystyle e_{\text{a}}={\frac {A_{e}}{A_{\text{phys}}}}.}
L'eficiència de l'obertura és un paràmetre adimensional entre 0 i 1 que mesura la proximitat de l'antena a utilitzar tota la potència de les ones de ràdio que interseca la seva obertura física. Si l'eficiència de l'obertura fos del 100%, llavors tota la potència de l'ona que cau a la seva obertura física es convertiria en energia elèctrica lliurada a la càrrega connectada als seus terminals de sortida, de manera que aquestes dues àrees serien iguals: {\displaystyle A_{\text{e}}=A_{\text{phys}}}. Però a causa de la il·luminació no uniforme mitjançant l'alimentació d'un plat parabòlic, així com altres mecanismes de dispersió o pèrdua, això no s'aconsegueix a la pràctica. Atès que el cost i la càrrega del vent d'una antena parabòlica augmenten amb la mida de l'obertura física, pot haver-hi una forta motivació per reduir-los (tot i que s'aconsegueix un guany d'antena especificat) maximitzant l'eficiència de l'obertura. Les eficiències d'obertura de les antenes d'obertura típiques varien des de 0,35 per sobre de 0,70.
Tingueu en compte que quan només es parla de l'"eficiència" d'una antena, el que es vol dir més sovint és l'eficiència de la radiació, una mesura que s'aplica a totes les antenes (no només a les antenes d'obertura) i només té en compte la reducció del guany a causa de les pèrdues. Fora de les antenes d'obertura, la majoria de les antenes consisteixen en filferros o varetes prims amb una petita àrea de secció transversal física (generalment molt més petita que {\displaystyle A_{\text{e}}}) per a la qual ni tan sols es defineix "eficiència de l'obertura".

## Abertura i guany
La directivitat d'una antena, la seva capacitat per dirigir ones de ràdio preferentment en una direcció o rebre preferentment des d'una direcció determinada, s'expressa mitjançant un paràmetre. {\displaystyle G} anomenat guany d'antena. Això es defineix més comunament com la relació de la potència {\displaystyle P_{\text{o}}} rebuda per aquesta antena d'ones en una direcció determinada a la potència {\displaystyle P_{\text{iso}}} que seria rebuda per una antena isòtropa ideal, és a dir, una antena hipotètica que rep la potència igual de bé des de totes les direccions. Es pot veure que (per a antenes a una freqüència determinada) el guany també és igual a la relació de les obertures d'aquestes antenes:
{\displaystyle G={\frac {P_{\text{o}}}{P_{\text{iso}}}}={\frac {A_{\text{e}}}{A_{\text{iso}}}}.}
Com es mostra a continuació, l'obertura d'una antena isòtropa sense pèrdues, que segons aquesta definició té un guany unitari, és
{\displaystyle A_{\text{iso}}={\frac {\lambda ^{2}}{4\pi }},}
on {\displaystyle \lambda } és la longitud d'ona de les ones de ràdio. Així
{\displaystyle G={\frac {A_{\text{e}}}{A_{\text{iso}}}}={\frac {4\pi A_{\text{e}}}{\lambda ^{2}}}.}
Així, les antenes amb grans obertures efectives es consideren antenes d'alt guany (o antenes de feix), que tenen amplades de feix angular relativament petites. Com a antenes receptores, són molt més sensibles a les ones de ràdio que provenen d'una direcció preferida en comparació amb les que provenen d'altres direccions (que es considerarien interferències). Com a antenes de transmissió, la major part de la seva potència s'irradia en una direcció determinada a costa d'altres direccions. Tot i que el guany de l'antena i l'obertura efectiva són funcions de la direcció, quan no s'especifica cap direcció, s'entén que es refereixen als seus valors màxims, és a dir, a la direcció o direccions d'ús previst de l'antena (també conegut com lòbul principal o punteria de l'antena).

## Fórmula de transmissió de Friis
La fracció de la potència lliurada a una antena transmissora que rep una antena receptora és proporcional al producte de les obertures de les dues antenes i inversament proporcional als valors quadrats de la distància entre les antenes i la longitud d'ona. Això ve donat per una forma de la fórmula de transmissió de Friis:
{\displaystyle {\frac {P_{\text{r}}}{P_{\text{t}}}}={\frac {A_{\text{r}}A_{\text{t}}}{d^{2}\lambda ^{2}}},}
on
{\displaystyle P_{\text{t}}} és la potència alimentada als terminals d'entrada de l'antena de transmissió,
{\displaystyle P_{\text{r}}} és la potència disponible als terminals de sortida de l'antena de recepció,
{\displaystyle A_{\text{r}}} és l'àrea efectiva de l'antena receptora,
{\displaystyle A_{\text{t}}} és l'àrea efectiva de l'antena de transmissió,
{\displaystyle d} és la distància entre antenes (la fórmula només és vàlida per a {\displaystyle d} prou gran com per assegurar un front d'ona pla a l'antena de recepció, prou aproximat per {\displaystyle d\gtrsim 2a^{2}/\lambda }, on {\displaystyle a} és la dimensió lineal més gran de qualsevol de les antenes),
{\displaystyle \lambda } és la longitud d'ona de la radiofreqüència.